# Hovberga
Hovberga är en by i Östervåla socken, Heby kommun.
Hovberga omtalas i dokument första gången 1312 ("De Obærhæ") då markgäldsförteckningen upptar två skattskyldiga till 1 mark. I jordeboken ett helt skattehemman om 3 öresland och 4 penningland med skatteutjordar i Ettinga och Åkerby, samt 1541–1548 ett halvt mantal skatte om 2 öresland som 1549–1562 anges som utjord till Uppland och därefter 1569 anges öde, en skatteutjord om 2 öresland till Ettinga och en om 1 öresland och 8 penningland till Stärte. Dessutom ett kyrkohemman. Bynamnet är troligen tillkommet med hänsyftning på byn Hov. I så fall är äldsta namnbelägget ett exempel på h-bortfall, men att det tidigareförekommit i trakten antyds bland annat av Huddungbyn. Gravfältet Österskullarna (RAÄ 9) är beläget på gränsen mellan Hovberga och Ettinga.
Bland bebyggelser märks Kyrkvärdens och Per-Anders som är två av gårdarna i byn och Ol-Görans, som är en ny försvunnen gård vid Ol-Göransberget på Nyskogen. Posttorpet är ett torp dokumenterat sedan mitten av 1700-talet beläget strax norr om gården Lagbovreten. Området räknades före laga skiftet till Hovberga men tillhör därefter Ettinga utjord. Rågvreten är en gård utflyttad i samband med laga skifte till en plats norr om Åkerby. Området tillhörde tidigare Åkerby men tillföll därefter Hovberga utjord i byn. Viktorshagen är ett torp vid Nyskogen. Det finns markerat på karta redan 1761 men namnet Viktorshagen har tillkommit senare. Vesterbygge är ett numera rivet torp, känt sedan 1804. Österbacka är en lägenhet i byn uppförd i slutet av 1800-talet.